# Amexhe
Amexhe es una localidad del estado mexicano de Guanajuato. Es parte del municipio de Apaseo el Grande.

## Demografía
| Gráfica de evolución demográfica |
|                                  |

| Censo | Población |
| ----- | --------- |
| 1940  | 211       |
| 1950  | 510       |
| 1960  | 574       |
| 1970  | 795       |
| 1980  | 967       |
| 1990  | 1 893     |
| 2000  | 2 325     |
| 2010  | 2 869     |
| 2020  | 2 966     |